# Gabrielė Petkevičaitė-Bitė
Gabrielė Petkevičaitė-Bitė (ur. 18 marca 1861 w Puzyniszkach koło Poniewieża, zm. 14 czerwca 1943 w Poniewieżu) - pisarka i publicystka, działaczka litewskiego odrodzenia narodowego, nauczycielka, polityk ludowy i posłanka na Sejm Ustawodawczy Litwy (1920–22). 
Pochodziła ze szlacheckiej rodziny Pietkiewiczów osiadłej w guberni kowieńskiej. Ojciec był lekarzem, z tego też powodu rodzina przeniosła się do Joniszek. W młodości Petkevičaitė pobierała nauki u Laurynasa Ivinskisa, później uczyła się w Mitawie. Pracowała jako pielęgniarka w szpitalu w Johanniszkielach kierowanym przez ojca. Uczyła w szkołach litewskich, m.in. od 1919 roku w gimnazjum w Poniewieżu. 
W 1920 roku została wybrana do sejmu ustawodawczego z listy partii ludowej (Lietuvos valstiečių liaudininkų sąjunga) - jako najstarsza wiekiem posłanka miała zaszczyt otworzyć pierwsze posiedzenie litewskiego Sejmu.